# Електромагнитен 4-потенциал
Електромагнитният 4-потенциал (накратко EM-4) е термин от електродинамиката. В релативизма той е векторна функция, чрез който може да се изрази електромагнитното поле електромагнитното поле. EM-4 съчетава в себе си електричния (скаларен) {\displaystyle {\rm {V_{\bf {e}}({\bf {r}},t)}}} и магнитния (векторен) {\displaystyle {\rm {{\bf {A}}({\bf {r}},t)}}} потенциали в 4-вектор.  Електромагнитното поле се представя по следния начин:
{\displaystyle {\begin{aligned}{\rm {\bf {{F}({\bf {{r},t)}}}}}&=V_{\bf {e}}({\bf {{r},t)+{\bf {{A}({\bf {{r},t).}}}}}}\end{aligned}}}
В общ вид електромагнитното поле е пространствено ({\displaystyle {\bf {r}}}) и време ({\displaystyle {\bf {t}}}) зависимо. За момент ще изпуснем {\displaystyle {\bf {r}}} и {\displaystyle t}. Тогава ЕМ-4 може да се запише в по-общ вид:
{\displaystyle {\begin{aligned}{\rm {F(V_{\bf {e}},{\bf {A}})}}&={\big [}{\cal {F}}^{0}(V_{\bf {e}},{\bf {A}})_{0},{\cal {F}}^{1}(V_{\bf {e}},{\bf {A}})_{1},{\cal {F}}^{2}(V_{\bf {e}},{\bf {A}})_{2},{\cal {F}}^{3}(V_{\bf {e}},{\bf {A}})_{3}{\big ]}\\&={\cal {F}}^{0}(V_{\bf {e}},{\bf {A}}){\bf {G}}_{0}+{\cal {F}}^{1}(V_{\bf {e}},{\bf {A}}){\bf {G}}_{1}+{\cal {F}}^{2}(V_{\bf {e}},{\bf {A}}){\bf {G}}_{2}+{\cal {F}}^{3}(V_{\bf {e}},{\bf {A}}){\bf {G}}_{3}\\&={\cal {F}}^{0}(V_{\bf {e}},{\bf {A}}){\bf {G}}_{0}+{\cal {F}}^{i}(V_{\bf {e}},{\bf {A}}){\bf {G}}_{i}={\cal {F}}^{\alpha }{\bf {G}}_{\alpha }\\&=F^{\mu \nu },\end{aligned}}}
където долните/горните индекси съответстват на контра/контравариантните му компоненти. Последната форма на ЕМ-4, {\displaystyle F^{\mu }}, съответства на неговата големина, докато {\displaystyle i=1,2,3} и {\displaystyle \alpha =0,1,2,3} съответстват на пространствените и времепространствените компоненти съответно.
По-обобщената конвенция при записа на ЕМ-4 е:
{\displaystyle F^{\mu \nu }=\partial ^{\mu }A^{\nu }-\partial ^{\nu }A^{\mu }.}
В горното равенство {\displaystyle F^{\mu \nu }} е тензор на електромагнитното поле с компоненти на електричното и магнитно полета съответно {\displaystyle E_{x},E_{y},E_{z}} и {\displaystyle B_{x},B_{y},B_{z}}.